# 楊松 (嘉靖進士)
楊松（1529年—？），字惟喬，號參峰，河南河南衛軍籍浙江杭州府海寧縣人，明朝政治人物。同進士出身。

## 生平
嘉靖三十四年（1555年）乙卯科河南鄉試第三十七名。嘉靖四十四年（1565年）乙丑科會試第一百七十四名，登進士第三甲第一百二十四名進士。刑部观政，本年八月授山阳知县，隆慶二年（1568年）六月升刑部主事，三年闰六月改山西道御史，巡視皇城，同年十一月因處理宦官案件牽連，謫山西布政司照磨。六年七月，神宗即位，擢廬州府推官，万历元年（1573年）正月升工部主事，二年二月升员外，十一月升湖广佥事，五年二月歷山西右參議，八年正月升山西副使，四月丁忧归。十一年九月復除陕西副使，卒。《明史》有传。

## 家族
曾祖父楊萱，散官；祖父楊鴻；父楊珩（1499年-1580年），字伯玉，號崑岡，封山陽知縣。前母劉氏；母沈氏，贈孺人；繼母朱氏。弟杨柟（侯门教读）、杨桢（庠生）。